# Aryeh Frost
Aryeh Frost (héber betűkkel אריה פרוסט) (1948. május 11. –) izraeli nemzetközi labdarúgó-játékvezető. Más megnevezés szerint Aryeh "Arie" Frost. Polgári foglalkozása üzletember.

## Pályafutása
Az IFA Játékvezető Bizottságának (JB) minősítésével a Liga Leumit, majd 1982-től a Ligat háAl játékvezetője. Küldési gyakorlat szerint rendszeres partbírói szolgálatot is végzett. A kor elvárása szerint a küldés szerinti egyes számú partbíró játékvezetői sérülésnél átvette a mérkőzés irányítását. A nemzeti játékvezetéstől 1993-ban visszavonult.
Az Izraeli labdarúgó-szövetség JB terjesztette fel nemzetközi játékvezetőnek, a Nemzetközi Labdarúgó-szövetség (FIFA) 1984-től tartotta nyilván bírói keretében. A FIFA JB központi nyelvei közül az angolt beszéli. Több nemzetek közötti válogatott (Labdarúgó-világbajnokság), valamint UEFA-kupa és  Bajnokcsapatok Európa-kupája klubmérkőzést vezetett, vagy működő társának partbíróként segített. Az izraeli nemzetközi játékvezetők rangsorában, a világbajnokság-Európa-bajnokság sorrendjében többedmagával a 13. helyet foglalja el 1 találkozó szolgálatával. A nemzetközi játékvezetéstől 1993-ban búcsúzott. Európában a legtöbb válogatott mérkőzést vezetők rangsorában többed magával,  4 (1984. december 19.– 1992. április 22.) találkozóval tartják nyilván. Válogatott mérkőzések irányításával Izraelben Meir Levi társaságában a 15–26. helyet foglalja el.
Az 1989-es U16-os labdarúgó-világbajnokságon a FIFA JB bíróként foglalkoztatta.
| Időpont          | Helyszín                      | Mérkőzés típusa              | Mérkőzés                                       | Eredmény | Nézők száma |
| ---------------- | ----------------------------- | ---------------------------- | ---------------------------------------------- | -------- | ----------- |
| 1989. június 12. | Tynecastle Stadion, Edinburgh | csoportmérkőzés (D. csoport) | Kolumbia–Portugália                            | 2 – 3    | 2800        |
| 1989. június 17. | Tynecastle Stadion, Edinburgh | egyik negyeddöntő            | Portugál U17-es labdarúgó-válogatott–Argentína | 2 – 1    | 5000        |

Az 1990-es labdarúgó-világbajnokság selejtezőjében a FIFA JB az UEFA zónában játékvezetőként alkalmazta. 
| Időpont           | Helyszín             | Mérkőzés típusa           | Mérkőzés           | Eredmény | Nézők száma |
| ----------------- | -------------------- | ------------------------- | ------------------ | -------- | ----------- |
| 1989. április 12. | Népstadion, Budapest | előselejtező (6. csoport) | Magyarország–Málta | 1 – 1    | 15 000      |